# Nick Hendrix
Nick Hendrix (als Nicholas James Stewart; * 19. März 1985 in Ascot, Berkshire) ist ein britischer Schauspieler.

## Leben
Hendrix wurde in Ascot in der Nähe von Windsor in Berkshire geboren und wuchs dort auf. Nach seiner Schulausbildung studierte er zunächst Schauspielkunst an der Universität Exeter,  anschließend führte er drei weitere Jahre sein Studium an der Royal Academy of Dramatic Art bis zu seinem erfolgreichen Abschluss fort. Danach folgten einige Engagements als Theaterschauspieler an verschiedenen Londoner Theatern, wie z. B. dem National Theatre und dem West End Theatre, wo er in verschiedenen Rollen auftrat. Sein Debüt im Film und Fernsehen hatte Hendrix 2011 in der britischen Fernsehserie Silk – Roben aus Seide in einer Nebenrolle als Peter. Danach wirkte er in einer ebenfalls kleineren Rolle in dem Film Captain America: The First Avenger als Army Heckler mit. Außerdem spielte er in den Filmen Red Tails, Legend und Suffragette – Taten statt Worte mit. Weitere Auftritte hatte er in der weiteren Folge in den Fernsehserien Black Mirror, George Gently – Der Unbestechliche, Medics, The White Queen, Marcella, Foyle's War und The Crown.
Hendrix wurde ab dem Jahr 2016 in der britischen Filmreihe Inspector Barnaby durch seine Rolle als DS Jamie Winter bekannt, den er dort seit Beginn der 19. Staffel verkörpert.

## Filmografie
- 2011: Silk – Roben aus Seide (Silk, Fernsehserie, 1 Folge)
- 2011: Captain America: The First Avenger
- 2011: Black Mirror (Fernsehserie, 1 Folge)
- 2012: Red Tails
- 2012: George Gently – Der Unbestechliche (Inspector George Gently, Fernsehserie, 1 Folge)
- 2013: Lightfields (Mini-Fernsehserie)
- 2013: The White Queen (Mini-Fernsehserie)
- 2013: Medics (Fernsehserie)
- 2015: National Theatre Live: Man and Superman (Fernsehfilm)
- 2015: Guitar Hero Live (Videospiel, Stimme)
- 2015: Suffragette – Taten statt Worte (Suffragette)
- 2015: Legend
- 2015: Foyle's War (Fernsehserie)
- 2016: Battlefield 1 (Videospiel, Stimme)
- 2016: Marcella (Fernsehserie, 3 Folgen)
- 2016: The Crown (Fernsehserie, 2 Folgen)
- seit 2016: Inspector Barnaby (Midsomer Murders, Fernsehserie)